# قاعدة لويالتي للعمليات الأمامية
قاعدة لويالتي للعمليات الأمامية هي قاعدة عمليات أمامية سابقة استخدمها الجيش الأمريكي خلال عملية تحرير العراق وعملية الفجر الجديد وتقع في منطقة بغداد الجديدة ( بالعربية: بغداد الجديدة) في بغداد، العراق.
أُعيدت تسمية قاعدة الحصان الحديدي للعمليات المتقدمة إلى قاعدة باتريوت، ثم إلى قاعدة لويالتي للعمليات المتقدمة خلال عمليتي حرية العراق الثانية والثالثة. وكان موقعها شرق بغداد. بدأت بفوج الفرسان الأول/اللواء الأول، ثم وصلت فرقة المشاة الثالثة في ديسمبر/كانون الأول ويناير/كانون الثاني 2005. كما ضمت سجنًا للسجناء السياسيين.

## تاريخ
كانت قاعدة لويالتي للعمليات المتقدمة تقع فيما كان يُعرف سابقًا بمديرية الأمن الداخلي لصدام حسين. تضررت بعض المباني الخرسانية المقواة على يد القوات الأمريكية خلال الغزو الأولي للعراق. تعرض المبنى الرئيسي لقصف بثلاث أو أربع قنابل دقيقة التوجيه، ودمرت قنبلة دقيقة أخرى المنزل الذي كان يستخدمه صدام عند زيارته للقاعدة.
كانت القاعدة تضم حوض سباحة مسقوف، بدأ بناؤه رجال صدام وأكمله مقاولو شركة كيلوج براون آند روت، مما سمح لأعضاء القوات المسلحة الأمريكية باستخدامه. لم يكن هناك منشأة خدمات تبادل للجيش والقوات الجوية على قاعدة العمليات الأمامية، ومع ذلك كان هناك متجر صغير متنوع يسمح بتوفير الضروريات الأساسية.
تعرضت قاعدة لويالتي للعمليات المتقدمة لهجوم في 28 أبريل/نيسان 2008 بقذائف هاون صاروخية بدائية الصنع، تُعرف باسم قنابل اللوب، مما أسفر عن مقتل عدد من العسكريين في القاعدة. وتعرضت القاعدة لهجمات متكررة بقذائف الهاون طوال عامي 2008 و2009.
وتعرضت محطة الأمن المشتركة في لويالتي لهجوم آخر بقنبلة لوب في 6 يونيو/حزيران 2011، مما أسفر عن مقتل 5 من أفراد الخدمة الأمريكية وإصابة 12 آخرين؛ وتوفي جندي آخر متأثرا بجراحه بعد أربعة أيام.
نُقِلَت محطة الأمن المشتركة في لويالتي إلى السيطرة الكاملة للحكومة العراقية في 29 أغسطس 2011.